# 霍恩韦施泰特附近拉德
霍恩韦施泰特附近拉德是德国石勒苏益格－荷尔斯泰因州的一个市镇。总面积3.21平方公里，总人口88人，其中男性44人，女性44人（2011年12月31日），人口密度27人/平方公里。